# Tage Hedlund
Tage Brynolf Hedlund, född 2 mars 1928 i Borås, död där 26 september 2005, var en svensk byggnadsingenjör och arkitekt.
Tage Hedlunds arkitektbana började när han var byggnadstekniskt ansvarig på Kilsund och verkade därefter inom konsultföretaget Kommunaltekniska planeringsbyrån (KP-byrån) i Borås, för vilket han var verkställande direktör. Han lämnade detta företag 1970 och drev därefter fram till sin död Tage Hedlund konsultbyrå AB. Företaget drev han tillsammans med hustrun Ingrid och sönerna Anders och Stefan.

## Verk i urval

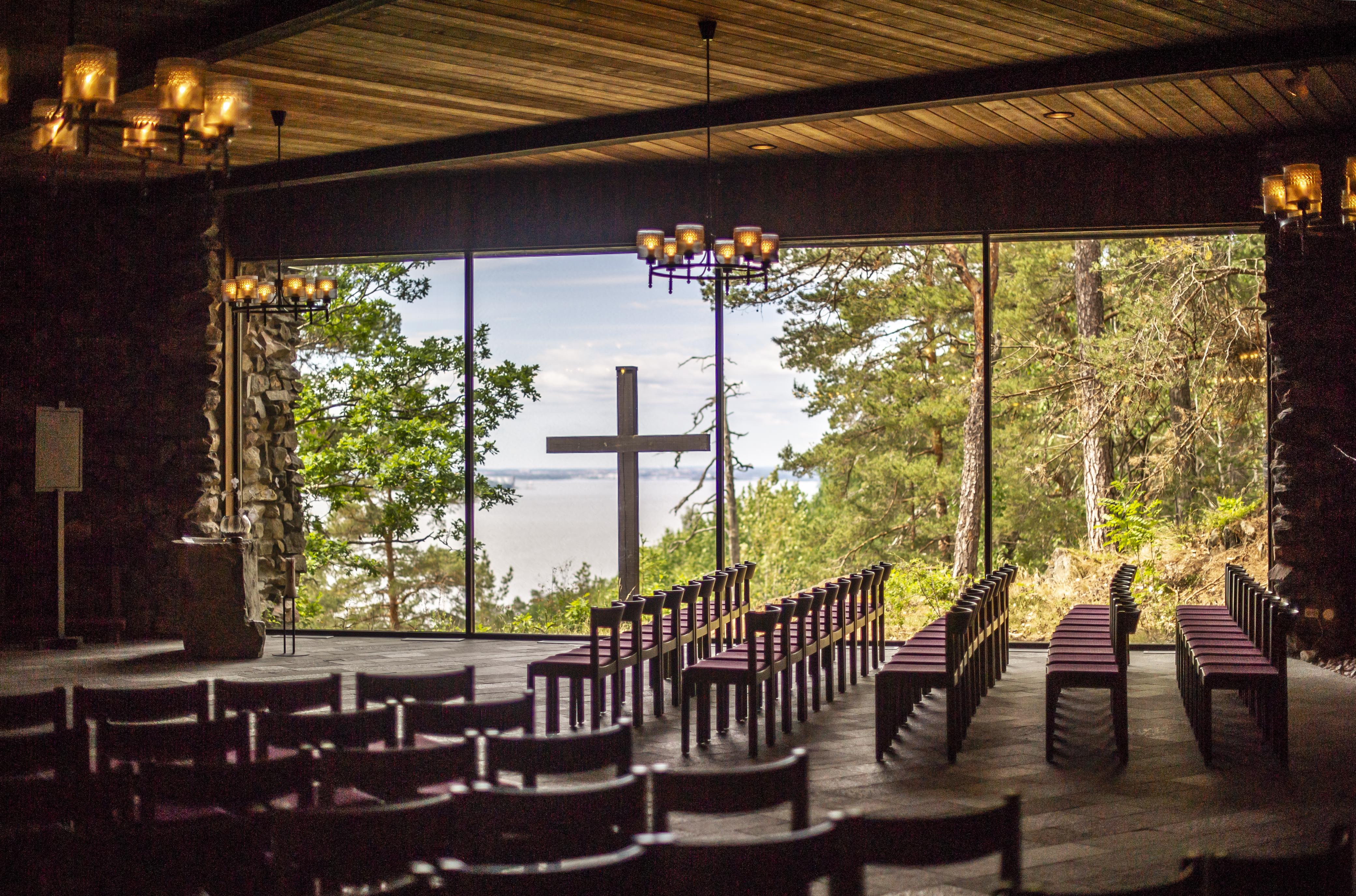
Naturkyrkan i Kolmården tidigare Kolmårdskyrkan

- Naturkyrkan i Kolmården tidigare KolmårdskyrkanJohannebergs humanpark i Mariestad. (Äldreboende, 4H-gård, träd och byggnadsantikvariska skolan, Daccapo konstnärscentrum)
- Ombyggnad av Sankta Gertrud sjukhus i Västervik.
- Borås djurpark.
- Kolmårdens djurpark. (Kolmårdskyrkan, Delfinariet, Bråddjupet, Kolosseum m.m.)[5]
- Idéförslag till utveckling av Liseberg.
- Påbörjat idéförslag av Norrby IF:s klubbstuga, färdigställt av Helené Svensson Lindén, Sandareds Arkitektkontor.[6]
- "De fyra elementens hus" i Sölvesborg. (Ej realiserat)[7]
- Ähtäri djurpark, Etseri.[8]
- Ombyggnation av Ramnavallen till Norrby IF:s Arena, sista uppdraget.